# Bataille de Castel-Nuovo
Quatrième Coalition
Batailles
- Cap-Vert (navale)
- San Domingo (navale)
- Río de la Plata
- Pornichet (navale)

- Raguse
- Castel-Nuovo

Campagne de Prusse (1806)
- Schleiz
- Saalfeld
- Auerstaedt
- Iéna
- Halle
- Magdebourg
- Stettin
- Lübeck
- Glogau
- Golymin
- Pułtusk
- Stralsund

Campagne de Pologne (1807)
- Eylau
- Ostrołęka
- Colberg
- Dantzig
- Guttstadt
- Heilsberg
- Friedland

La bataille de Castel-Nuovo est une bataille des guerres napoléoniennes qui eut lieu le 30 septembre 1806 à Castel-Nuovo (Herceg Novi) , dans l'actuel Monténégro.
En septembre 1806, Marmont apprend que les Russes, ayant reçu des renforts de Corfou, se trouvent en force à Castel-Nuovo. Il laisse à Raguse les blessés et part avec 5 000 hommes. Après une marche de nuit retardée par la pluie, les troupes françaises se trouvent au lever du jour à Gruda (en), où l’on[Qui ?] sait trouver les Russes. La célérité de l’action de Marmont lui permet de repousser l'attaque russe en limitant les pertes françaises.
Le 1er octobre 1806, Marmont se dirige vers Castel-Nuovo. Les hauteurs étant enlevées par les troupes d’élite[Qui ?], la colonne qui avançait par la vallée débouche et arrive sur une ligne de 4 000 Russes rangés en ordre de bataille. Les régiments français, confrontés à une armée russe bien supérieure en nombre, combattent très efficacement, notamment les tirailleurs du 79e. Les Russes sont obligés d’évacuer la place et de rembarquer.